# Місцеперебування уряду

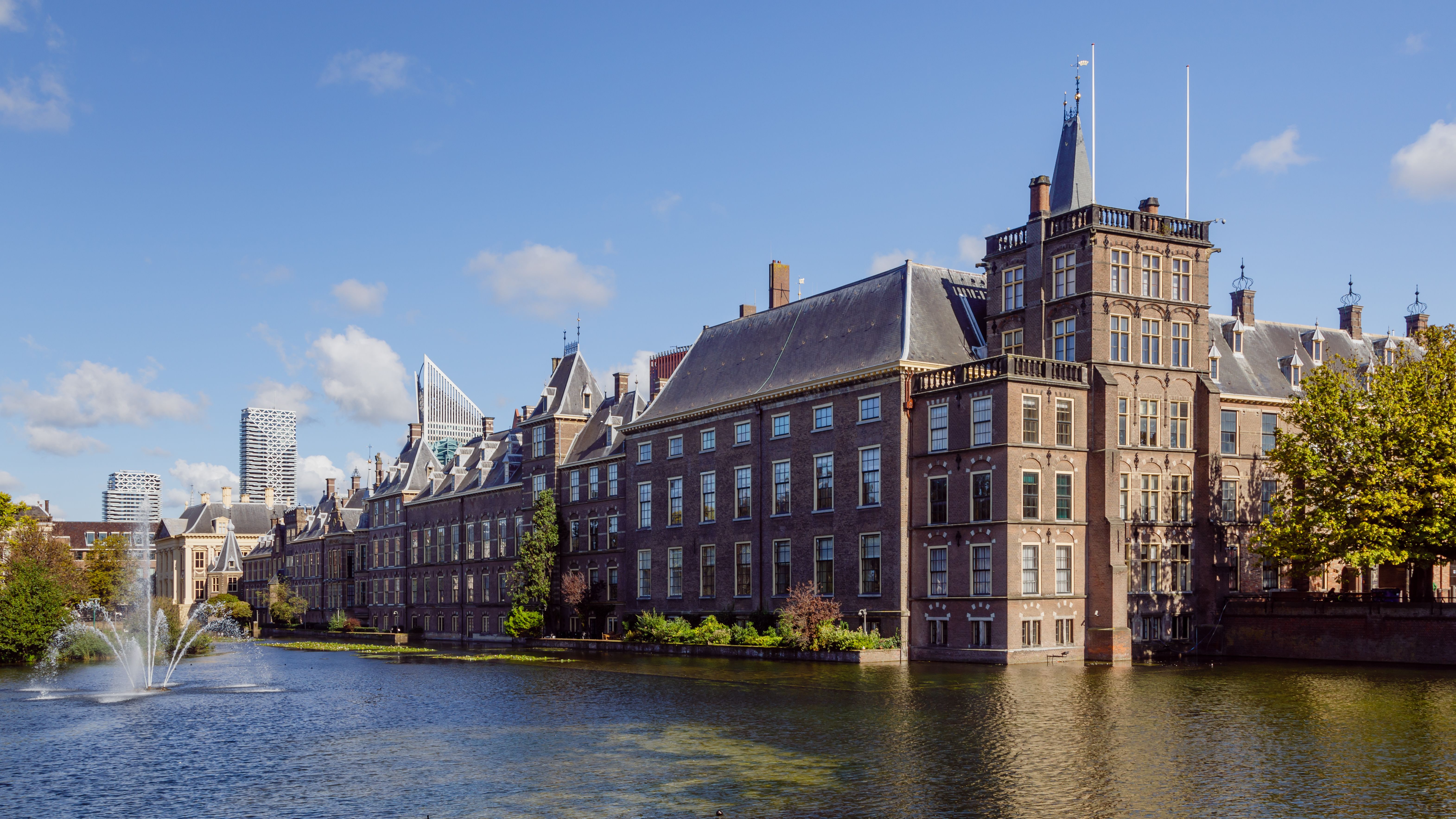
Урядовий комплекс Бінненгоф, Гаага

Місцеперебування уряду — місце в державі, у якому постійно перебуває уряд (а найчастіше і парламент). Зазвичай збігається зі столицею країни (яка в монархіях також іменується резиденцією), тому безпосередньо термін «місцеперебування уряду» вживається лише у випадках, коли столиця не визначена або в ній не знаходиться уряд.

## Місцеперебування урядів різних країн
Африка
- Бенін — Котону (столиця — Порто-Ново)
- Кот-Д'івуар — Абіджан (столиця — Ямусукро)
- Свазіленд — Лобамба (столиця — Мбабане)
- Танзанія — Дар-ес-Салам (столиця Додома)

Азія
- Малайзія — Путраджая (столиця Куала-Лумпур)

Європа
- Нідерланди — Гаага (столиця Амстердам)

Південна Америка
- Болівія — Ла-Пас (столиця Сукре)